# Kereszt-árrugalmasság
A kereszt-árrugalmasság a mikroökonómiában használatos fogalom. Egy jószág keresletének kereszt-árrugalmassága azt mutatja meg, hogy hány százalékkal változik a jószág kereslete (D), ha egy másik – konkrét – jószág ára (pi) 1%-kal nő. A kereszt-árrugalmasság jele {\displaystyle \varepsilon _{p_{i}}}.
A pi0 pontban – tehát egy konkrét pi értékre – értelmezett kereszt-árrugalmasság így írható fel:
Vagyis {\displaystyle \varepsilon _{p_{i}}} számolható a keresleti függvény pi szerinti parciális deriváltjának segítségével.
A kereszt-árrugalmasság számszerű értéke sok mindent elárul a két jószág kereslete közti viszonyról. Ha {\displaystyle \varepsilon _{p_{i}}} pozitív, akkor az egyik jószág kereslete nő a másik jószág árának emelkedésekor; ilyenkor helyettesítő javakról beszélünk, mert ez a folyamat annak lehet a következménye, hogy a másik jószág korábbi vásárlói az árnövekedés hatására áttérnek az egyik jószág fogyasztására. Helyettesítő javak lehetnek például bizonyos hasonló ízű üdítőitalok.
Fordított esetben, ha {\displaystyle \varepsilon _{p_{i}}} negatív, a két jószág egymásnak kiegészítője. Ilyenkor ugyanis a két jószágot valamiféleképpen együtt fogyasztják, így a másik jószág áremelkedése miatt mindkettőjük kereslete csökkenni fog. Az egyik leggyakoribb példa kiegészítő javakra az autó és a benzin.